# Muzeum Bitwy nad Kaczawą
Muzeum Bitwy nad Kaczawą – muzeum zlokalizowane w Duninie (powiat legnicki), gromadzące pamiątki po bitwie nad Kaczawą (1813).
W pobliżu Dunina 26 sierpnia 1813 miał miejsce epizod jednej z wojen napoleońskich, określany mianem bitwy nad Kaczawą. Pamięci tego wydarzenia, w 1908 roku wzniesiono kamienny kopiec z kulami armatnimi z pola bitwy, zaś w 1909 zbudowano pawilon w kształcie wielobocznej rotundy, w którym urządzona została ekspozycja pamiątek z wojen napoleońskich pozyskanych od osób prywatnych. Muzeum Bitwy nad Kaczawą funkcjonowało do 1945. Ponownie uruchomiono je w 1996. Gromadzi m.in. elementy uzbrojenia i umundurowania, dokumenty i kolorowane miedzioryty.
Rotunda należy do dóbr kultury wpisanych do rejestru zabytków prowadzonego przez wójta gminy Krotoszyce.